# Car-kołokoł

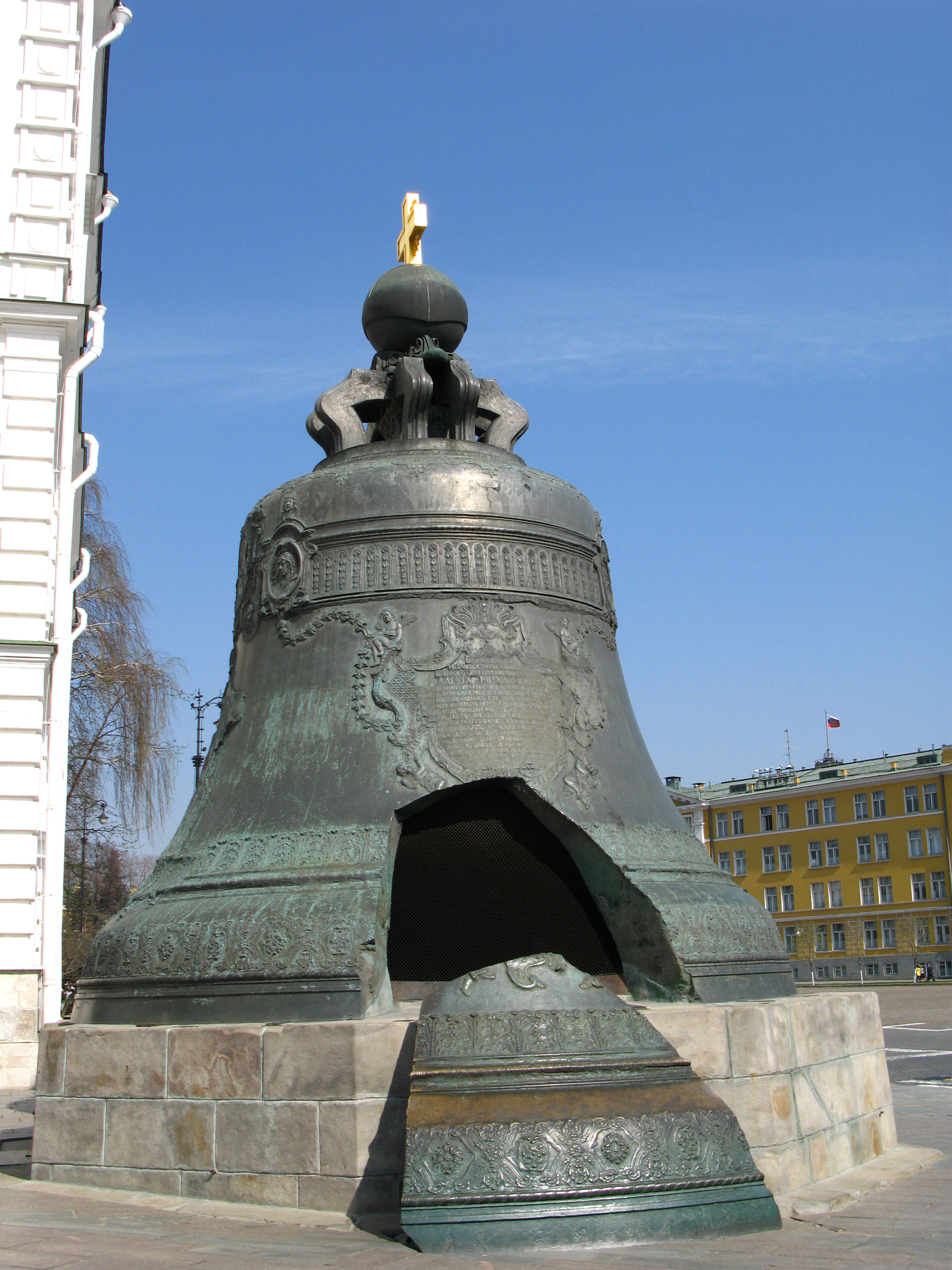
Car-kołokoł, od strony uszkodzenia

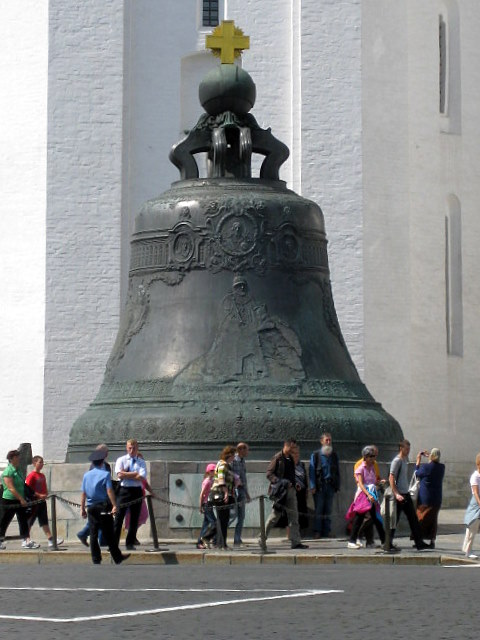
Rozmiar dzwonu względem ludzi

Car-kołokoł, Car-dzwon (ros. Царь-колокол) – największy na świecie dzwon, eksponowany na placu w obrębie moskiewskiego Kremla, w pobliżu miejsca, gdzie 25 listopada 1735 odlał go (z brązu) mistrz ludwisarski Michał Motorin. Waży 202 tony, ma średnicę 6,6 m i wysokość (z uchami) 6,14 m. Nigdy nie zadzwonił.
Ukaz o odlaniu dzwonu Imperatorowa Wszechrusi Anna Iwanowna Romanowa wydała w połowie 1730; potem wykonywano rysunki i modele. Właściwe prace przygotowawcze (oraz jedna nieudana próba odlania) trwały około dwóch lat (główną rolę w projektowaniu odegrał ojciec Michała, Iwan Motorin, zmarły trzy miesiące przed odlaniem), a samo odlewanie 36 minut. Późniejsze prace nad napisami i zdobieniami dzwonu ciągnęły się przez półtora roku. Kilku rzemieślników z Petersburga, pod kierownictwem wykształconego we Włoszech Fiodora Miedwiediewa, wykonało wówczas portrety cara Aleksego (fundatora poprzednich wielkich dzwonów Kremla) i władczyni Anny Iwanowny Romanowej (fundatorki opisywanego dzwonu) oraz pięć ikon, napisy i barokowe ornamenty. W maju 1737 w czasie pożaru Kremla dzwon pękł w dole odlewniczym (w którym cały czas się znajdował) wskutek zalania wodą rozgrzanego metalu przez gaszących pożar. Uszkodzony dzwon, wraz z odpękniętym fragmentem (ważącym 11,5 tony), wydobyto dopiero w 1836 i ustawiono na Kremlu na kamiennym postumencie. Operację wydobycia i transportu opracował i przeprowadził francuski architekt Auguste de Montferrand. Od tego czasu dzwon jest jedną z atrakcji Kremla w Moskwie. Po nieudanym zamachu na Imperatora Wszechrusi Aleksandra III zaprojektowano, jako akt dziękczynny Bogu, budowę monumentalnej murowanej dzwonnicy dla Car-kołokoła, który miano także pozłocić. Projekt nie został zrealizowany.

## Inne dzwony o nazwie Car-kołokoł
Car-kołokołem nazywano także trzy wcześniejsze wielkie dzwony Kremla:
- dzwon Duży Uspieński z 1600, ważący 40 ton, odlany przez ludwisarza Andrieja Czochowa (twórcę Car-puszki) na zamówienie cara Borysa Godunowa i zniszczony w czasie pożaru około 1650
- dzwon z 1652, odlany m.in. ze szczątków dzwonu Uspieńskiego przez Daniła Daniłowa i jego syna Emeliana na zamówienie cara Aleksego, ważył 130 ton, średnica wynosiła 5,4 m, zniszczony w 1654
- dzwon z 1656, odlany przez Aleksandra Grigoriewa na zamówienie cara Aleksego. Wykorzystano resztki z dzwonu z 1652. Nowy dzwon ważył 160 ton. Ozdobiony był portretami cara Aleksego, jego żony, patriarchy Nikona i płaskorzeźbami putto. Zawieszony w 1668, runął w czasie wielkiego pożaru Kremla 19 czerwca 1701. Jego fragmenty przetopiono i użyto do odlewu obecnego dzwonu.

Wszystkie trzy dzwony były używane i stały w drewnianych dzwonnicach koło wielkiej dzwonnicy Iwana Wielkiego, prawdopodobnie w miejscu, gdzie stoi obecny Car-kołokoł.
Pod nazwą Car-kołokoł znano też wielki dzwon o wadze 64 ton, odlany w 1740 lub 1748 roku w ławrze Troicko-Siergijewskiej (Siergijew Posad) pod Moskwą i zniszczony przez bolszewików w 1930 roku.